# 保羅·阿利維薩托斯
阿曼德·保羅·阿利維薩托斯（英語：Armand Paul Alivisatos，1959年11月12日—），芝加哥人，希腊裔美国科学家，研究纳米晶体的结构、热力学、光学、电学性能。2021年秋季起担任美国芝加哥大学校长、教授。此前担任美国加州大学伯克利分校副校长、教授，以及勞倫斯伯克利國家實驗室主任。

## 奖项和荣誉
2004年當選美國文理科學院院士，2009年被任命為勞倫斯伯克利國家實驗室主任。
2012年，获得沃尔夫化学奖。

## 知名的發表作品
- Science vol 271 p 933, 1996 （页面存档备份，存于）
- Science vol 292 p 2060, 2001
- Science vol 295 p 2425, 2002 （页面存档备份，存于）
- Science vol 310 p 5747, 2005 （页面存档备份，存于）

## 外部連結
- Biography (UC Berkeley)